# Célula gigante de Touton

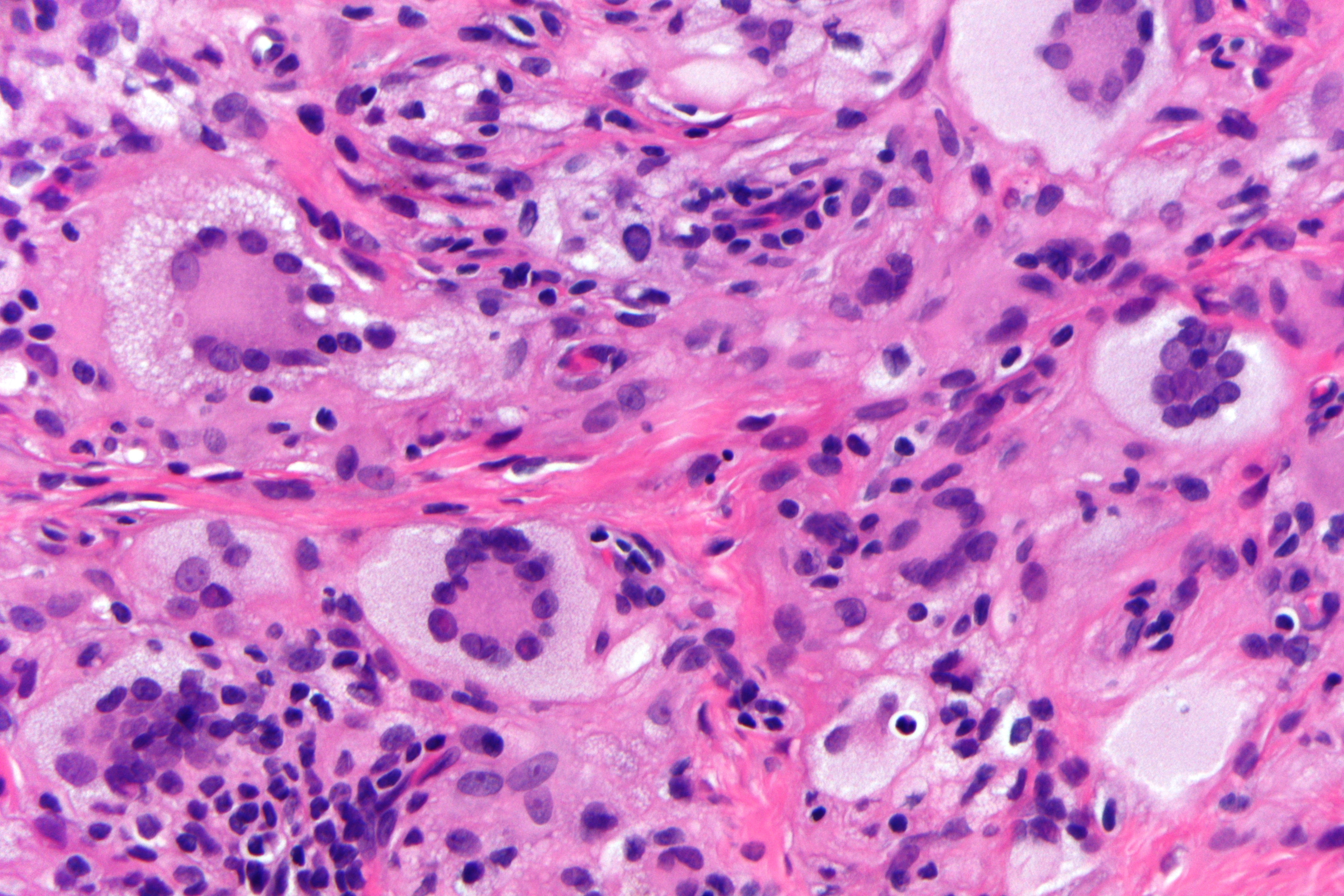
Células gigantes de Touton em um xantogranuloma juvenil. Coloração H&E.

As células gigantes de Touton são um tipo de célula gigante multinucleada observada em lesões com alto conteúdo lipídico, como necrose gordurosa, xantomas e xantogranulomas. Eles também são encontrados em amostras de dermatofibroma.

## História
As células gigantes de Touton recebem seu nome de Karl Touton, um botânico e dermatologista alemão. Karl Touton observou essas células pela primeira vez em 1885 e as chamou de "células gigantes xantelasmáticas", um nome que desde então caiu em desuso.

## Aparência
As células gigantes de Touton, sendo células gigantes multinucleadas, podem ser distinguidas pela presença de vários núcleos em um padrão distinto. Eles contêm um anel de núcleos em torno de um citoplasma homogêneo central, enquanto um citoplasma espumoso recobre os núcleos. O citoplasma circundado pelos núcleos foi descrito como anfofílico e eosinofílico, enquanto o citoplasma próximo à periferia da célula é pálido e de aparência espumosa.

## Causas
As células gigantes de Touton são formadas pela fusão de células espumosas derivadas de macrófagos. Já foi sugerido que citocinas como interferon gama, interleucina-3 e M-CSF podem estar envolvidas na produção de células gigantes de Touton.